# اختبار البط

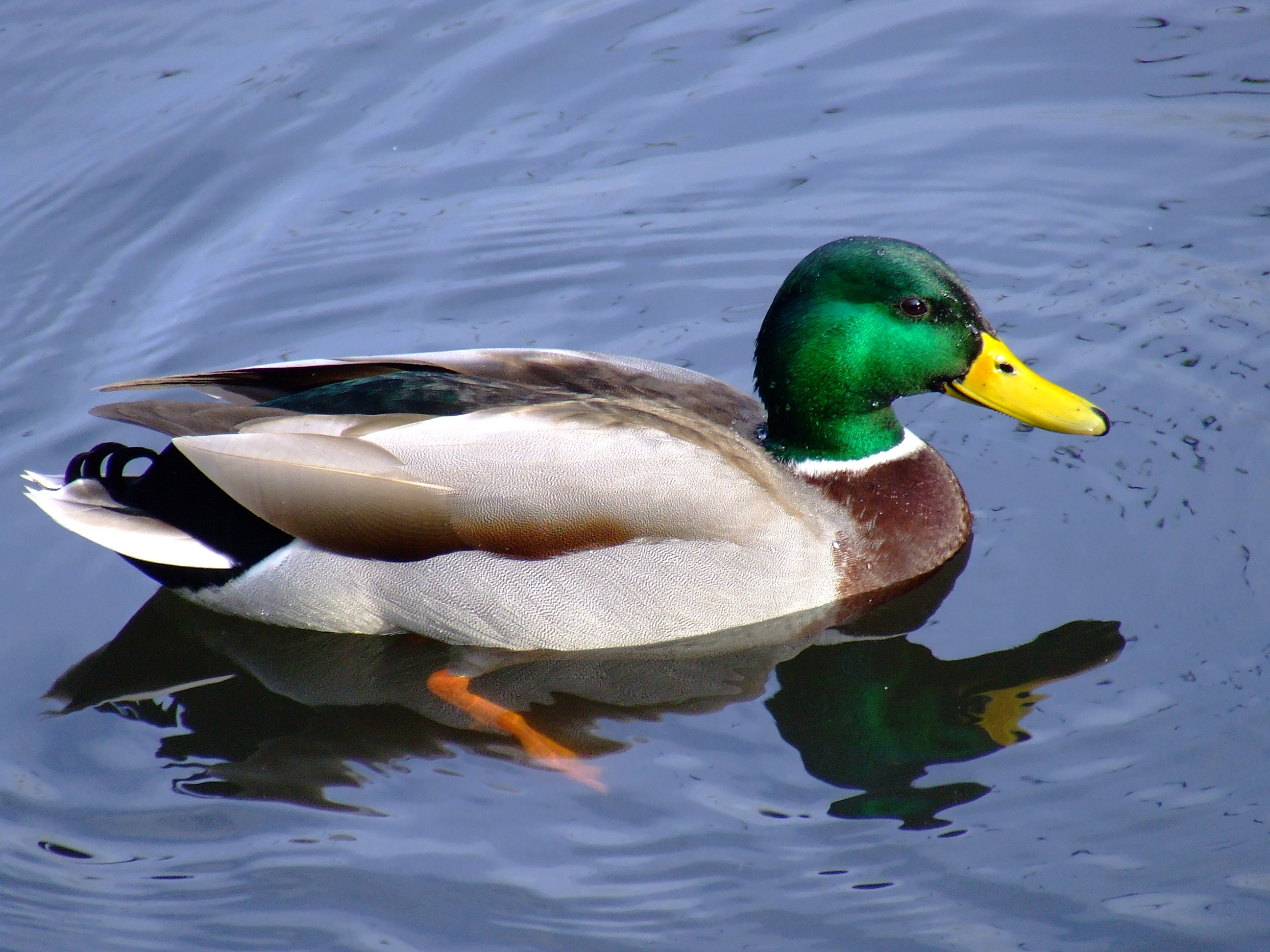
هذا الطير يشبه البطة ويسبح كبطة ويبطبط كبطة لذا نعتبره بطة.

اختبار البط (بالإنجليزية: Duck test)‏ هوَ مثل عام في الولايات المتحدة وَبريطانيا وَمعناه «إذا كان الطير يبدو كبطة ويسبح كبطة ويصدر (صوت البط) كبطة فهو إذاً بطة».